# Scot Pollard
Scot L. Pollard (ur. 12 lutego 1975 w Fairfax) – amerykański koszykarz, występujący na pozycjach skrzydłowego oraz środkowego, mistrz NBA z 2008 roku.

## Osiągnięcia
NCAA
- Zaliczony do[2]:
  - I składu pierwszoroczniaków konferencji:
    - Big Eight (1994)
    - All-Big 12 (1997)

  - składu Honorable Mention:
    - All-Big Eight (1995)
    - All-America (1997)

  - II składu Big 8 (1996)

NBA
- Mistrz NBA (2008)[1]
- Wicemistrz NBA (2007)[1]